# Prionospio runei
Prionospio runei är en ringmaskart som beskrevs av Hylleberg och Nateewathana 1991. Prionospio runei ingår i släktet Prionospio och familjen Spionidae. Inga underarter finns listade i Catalogue of Life.